# Захват Маската
Захват Маската — военная операция османской армии и флота под командованием адмирала Пири-реиса. Наряду с взятием Адена является одним из ключевых событий в ходе Португало-турецкой войны 1538—1557 годов.

## Предыстория

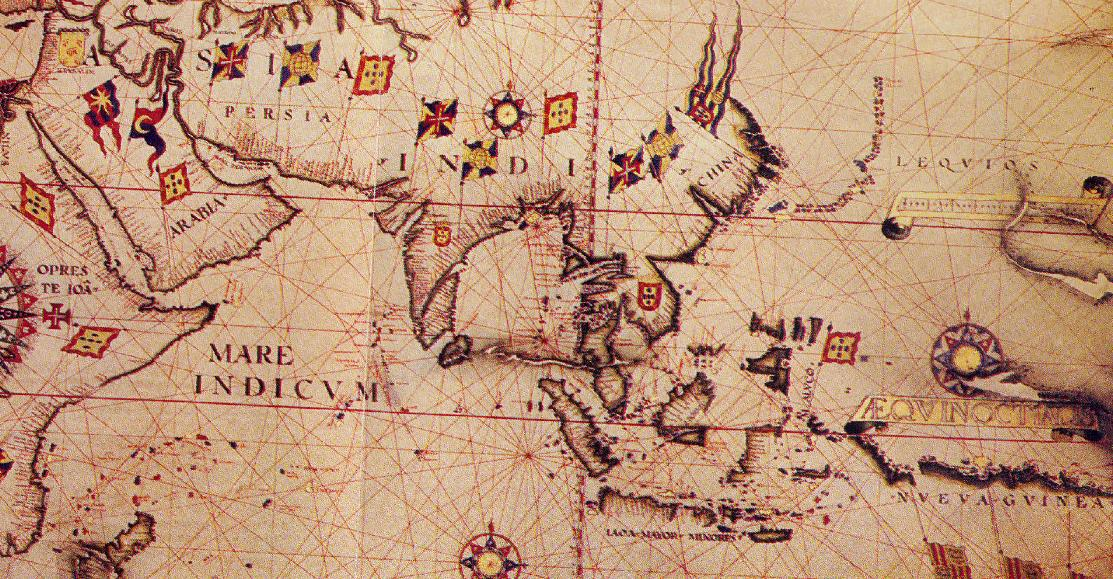
Индийский океан и Азия, анонимный атлас (1550)

Великие географические открытия конца XV века, активная деятельность португальской знати и торговых элит привели к созданию португальской морской империи. Инфант Генрих (Энрике) Мореплаватель часто упоминается как основатель Португальской империи. Под его покровительством португальские мореходы стали открывать новые земли, стремясь достичь Индии морским путём вокруг Африки. В 1497—1499 году флотилия из четырёх кораблей под командованием Васко да Гамы, обогнув Африку, достигла берегов Индии, на побережье которой было основано несколько торговых постов. В Индийском океане португальцы столкнулись с интересами египетских мамлюков, что привело к Португало-египетской войне. В 1505 году мамлюкский флот по приказу султана Кансуха ал-Гаури выступил в поход против португальцев. Поддержку в создании флота оказала Османская империя, поставлявшая древесину и оружие. В 1506 году португальский флот под начальством Афонсу д’Албукерки подошёл к берегам Аравии. В 1507 году д’Албукерке подвергнул бомбардировке Маскат. После этого португальцы овладели городом, который стал их форпостом для дальнейшего наступления в северо-западной части Индийского океана.
В 1510 году был завоёван Гоа на побережье Индии. Далее пути португальцев пролегли в Аравийское море и Персидский залив. В 1514—1516 годах Османская империя активно сотрудничала с Мамлюкским султанатом в борьбе с португальцами. В Египет был прислан турецкий адмирал Сельман-реис. После падения Мамлюкского султаната в ходе османо-мамлюкской войны, Османская империя взяла на себя задачу борьбы с португальцами в Индийском океане. В 1525 году турецкий флот в составе 18 судов под начальством Сельмана Рейса захватил Аден, что серьёзно ударило по позициям португальцев в этом регионе. В 1535 португальцами был захвачен Диу.
Вторая португало-турецкая война развивалась на фоне начавшейся ранее Адало-эфиопской войны на территории Восточной Африки между местными мусульманскими султанатами, поддержанными турками, и христианской Эфиопией. Португалия вступила в этот конфликт на стороне Эфиопии. Непосредственно война между Османской и Португальской империями началась в 1538 году с отправки османского флота из 54 кораблей под командованием адмирала Хусейн-паши с целью захватить Диу. 31 декабря 1540 года навстречу османскому флоту из Гоа вышел португальский флот под командованием Эштевана да Гамы. 27 января 1541 года португальский флот занял Аден, затем Массауа. В 1547 году турецкую эскадру в Индийском океане возглавил адмирал Пири-реис, развернувший активные военные действия. 26 февраля 1548 года он отвоевал Аден. В августе 1552 года османский флот подошел к Маскату.

## История

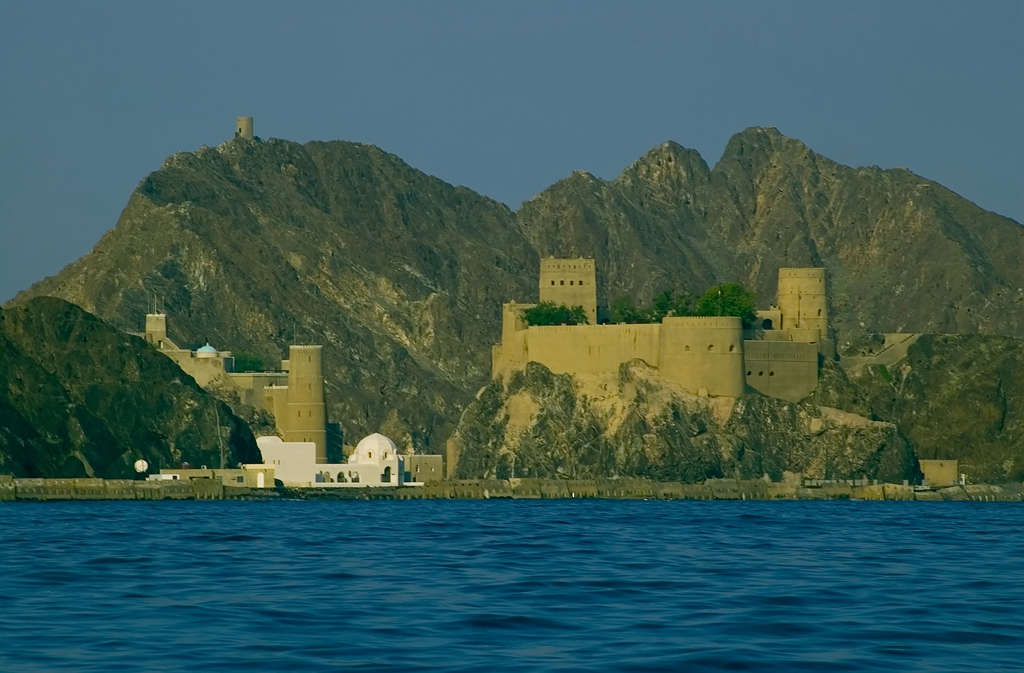
Вид на Маскат с моря, Форты Аль-Мирани (Адмиральский форт) и Аль-Джалали

Маскат был стратегически важным пунктом португальцев в северо-западной части Индийского океана. Турки и раньше пытались захватить город, когда четыре корабля османского флота атаковали город в 1546 году. Однако тогда им не удалось овладеть городом.
В августе 1552 года османский флот под руководством Пири-реиса и Сейди Али-реиса атаковал Старый Маскат. Цель османов состояла в том, чтобы захватить Маскат, а за ним острова Хормуз и Бахрейн, чтобы заблокировать португальский доступ к Персидскому заливу и таким образом восстановить Османский контроль над торговлей в Индийском океане.
Османский флот по разным данным состоял из 4 галеонов, 25 галерей и 850 военнослужащих, или по словам Диого до Куто, османы имели 15 галер и 1200 солдат. Португальский гарнизон состоял из 60 солдат.
Недавно построенный португальцами форт Адмиральский форт был осажден в течение 18 дней. Так как османская артиллерия не могла разрушить укрепления форта, находящиеся высоко на горе.
Не имея продовольствия и воды, гарнизон форта и его командир Жоано-де-Лисбоа, согласились сдаться. Форт был захвачен, а его укрепления разрушены.

## Последствия
В конечном счете туркам удалось занять и контролировать побережье Йемена, Адена и Аравии, что значительно облегчило их торговлю с Индией и заблокировало португальцев от дальнейшей экспансии в Аравии.
Последующие нападения османов на Оман шли с переменным успехом, но Стамбулу не удалось взять Маскат в свои руки. В 1556 году во время шторма турецкая армия потеряла свой флот, а вместе с ним и надежду на то, что им удастся захватить город.
Три османских галеры снова оккупировали Маскат в 1581 году. В 1588 году город снова был захвачен португальцами.